# Ville de Randwick

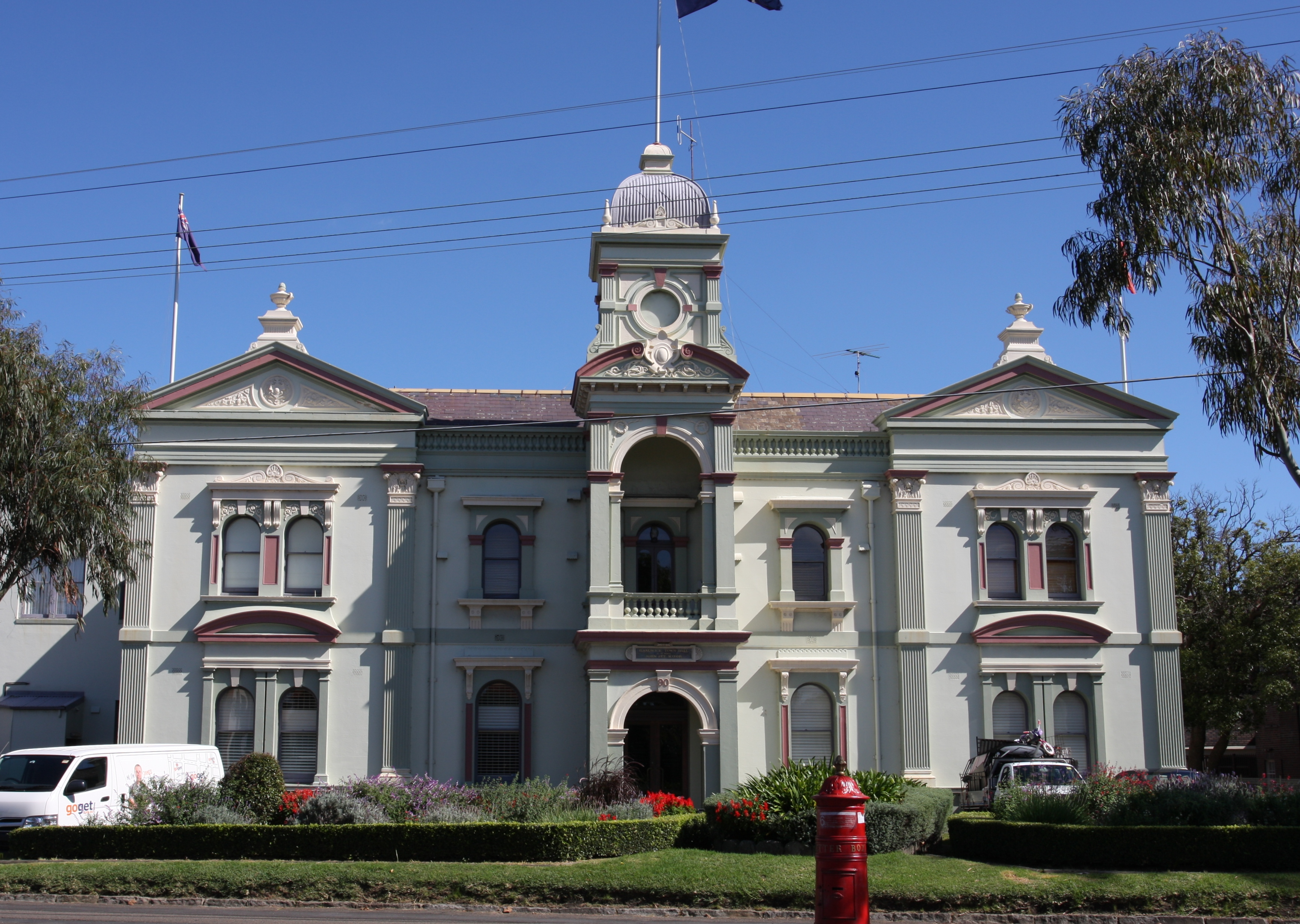
Hôtel de ville de Randwick

La ville de Randwick (en anglais : City of Randwick) est une zone d'administration locale de l'agglomération de Sydney, située dans l'État de Nouvelle-Galles du Sud en Australie, dont le siège est Randwick.

## Géographie
Randwick s'étend sur 36 km2 au sud-est de la ville de Sydney. Elle est bordée par la mer de Tasman à l'est et Botany Bay au sud.

## Quartiers
- Centennial Park
- Chifley
- Clovelly
- Coogee
- Hillsdale
- Kensington
- Kingsford
- La Perouse
- Little Bay
- Malabar
- Maroubra
- Maroubra Junction
- Matraville
- Phillip Bay
- Port Botany
- Randwick
- South Coogee
- Université de Nouvelle-Galles du Sud

## Histoire
La ville est créée en 1859 et porte le nom du village de Randwick, dans le Gloucestershire en Angleterre, lieu de naissance du premier maire de la ville Simeon Henry Pearce.
L'hôtel de ville, inauguré en 1882, est construit par les architectes Blackmann et Parkes dans un style italianisant.
En 2016, le gouvernement de Nouvelle-Galles du Sud décide la fusion entre Randwick et les villes voisines de Waverley et Woollahra. Face aux oppositions, le projet est cependant abandonné l'année suivante.

## Démographie
| 2001    | 2006    | 2011    | 2016    | 2021    |
| ------- | ------- | ------- | ------- | ------- |
| 118 580 | 119 884 | 128 989 | 140 660 | 134 252 |

## Politique et administration
La ville comprend cinq subdivisions appelées wards. Elle est administrée par un conseil de quinze membres, à raison de trois par ward, élus pour un mandat de quatre ans, qui à leur tour élisent le maire pour deux ans. Les dernières élections se sont tenues le 4 décembre 2021.
| Élections | Parti libéral | Parti travailliste | Verts | Indépendants |
| --------- | ------------- | ------------------ | ----- | ------------ |
| 2017      | 5             | 4                  | 3     | 3            |
| 2021      | 5             | 5                  | 4     | 1            |

### Liste des maires
| Période                                  | Période           | Identité       | Étiquette    | Qualité |
| ---------------------------------------- | ----------------- | -------------- | ------------ | ------- |
| Les données manquantes sont à compléter. |                   |                |              |         |
| 2015                                     | 2017              | Noel D'Souza   | Indépendant  |         |
| 26 septembre 2018                        | 24 septembre 2019 | Kathy Neilson  | Travailliste |         |
| 24 septembre 2019                        | 30 septembre 2021 | Danny Said     | Travailliste |         |
| 30 septembre 2021                        | 26 septembre 2023 | Dylan Parker   | Travailliste |         |
| 26 septembre 2023                        | en cours          | Philipa Veitch | Verts        |         |

La ville est rattachée à la circonscription de Kingsford Smith pour les élections fédérales et à celles de Coogee, Heffron et Maroubra pour les élections à l'Assemblée législative de Nouvelle-Galles du Sud.

## Transports
La ville de Randwick est desservie par les lignes 2 et 3 du métro léger de Sydney.